# (1517) Beograd
(1517) Beograd – planetoida z grupy pasa głównego asteroid okrążająca Słońce w ciągu 4 lat i 175 dni w średniej odległości 2,72 au. Została odkryta 20 marca 1938 roku w obserwatorium w Belgradzie przez Milorada Proticia. Nazwa planetoidy pochodzi od miasta Belgrad, stolicy Serbii. Przed nadaniem nazwy planetoida nosiła oznaczenie tymczasowe (1517) 1938 FD.